# 泗洲街道
泗洲街道是中华人民共和国河南省南阳市唐河县下辖的一个街道办事处。

## 行政区划
泗洲街道下辖以下村级行政区划单位：
新民街社区、新安街社区、新华街社区、常花园社区。